# Gola Górna
Gola Górna (niem.: Ober Göhle) – osada w Polsce położona w województwie zachodniopomorskim, w powiecie świdwińskim, w gminie Świdwin. W miejscowości znajduje się pałac z przełomu XIX i XX wieku oraz zabytkowy park. 